# Адріана Вілагош
Адріана Вілагош (серб. Адриана Вилагош, нар. 2 січня 2004) — сербська легкоатлетка, яка спеціалізується у метанні списа.

## Спортивні досягнення
Дворазова чемпіонка світу серед юніорів (2021, 2022).
Срібна призерка чемпіонату Європи серед юніорів (2021).
Дворазова переможниця Кубку Європи з метань у молодіжній (до 23 років) віковій категорії (2021, 2022).
Володарка вищого світового досягнення з метання списа для атлеток юнацької (до 18 років) вікової категорії (70,10; 2021).

## Визнання
- Зірка, яка сходить, у світі (2022)[4]